# Spigelia trispicata
Spigelia trispicata là một loài thực vật có hoa trong họ Mã tiền. Loài này được H.H. Hurley ex K.R. Gould miêu tả khoa học đầu tiên năm 1999.